# Zevenheuvelenloop

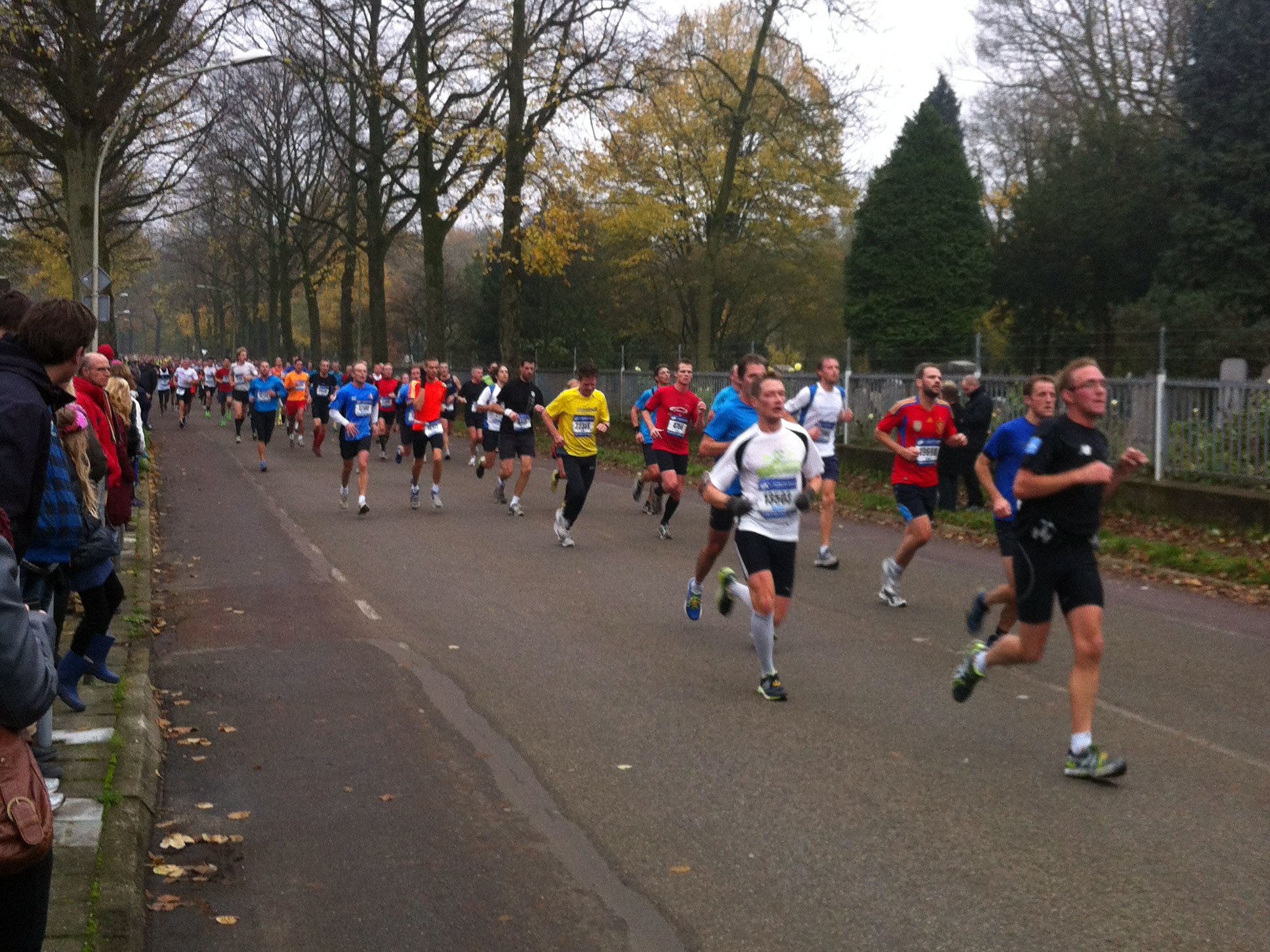
Hardlopers tijdens de editie in 2013

De Zevenheuvelenloop is een jaarlijks terugkerend hardloopevenement van 15 kilometer, dat sinds 1984 wordt gehouden op de derde zondag van november in de omgeving van Nijmegen, in de Nederlandse provincie Gelderland.

## Geschiedenis
Ter ere van het lustrum van studentenatletiekvereniging NSAV 't Haasje werd in 1984 de eerste Zevenheuvelenloop georganiseerd. Bij die gelegenheid werd door 500 deelnemers gelopen over 11,9 km. De organisatie wilde een 15 km-wedstrijd, maar de KNAU stond in die tijd niet toe dat een nieuwe wedstrijd langer was dan 12 km. Vanaf 1985 werd er steeds 15 km gelopen.
Tot 1992 was het Universitair Sportcentrum de centrale locatie van de organisatie en lagen start en finish op verschillende punten in de Heilig Landstichting: Scheidingsweg en Panovenlaan. De wedstrijd werd in de loop der tijd gewonnen door Nederlandse toplopers als Tonnie Dirks, Klaas Lok, Marti ten Kate en Carla Beurskens. In 1992 werd Concertgebouw de Vereeniging de centrale locatie van de organisatie en werden start en finish verplaatst naar de Groesbeekseweg ter hoogte van de Sumatrastraat. Dit parcours werd voor het eerst officieel opgemeten en gecertificeerd. Hierna is het evenement gedomineerd door internationale toplopers.
In 1993 hield de organisatie een proef met automatische tijdregistratie met een chip aan de voet en matten op de weg die de passage registreren. Daaruit kwam het ChampionChip tijdregistratiesysteem voort, dat later wereldwijd gebruikt werd in bijna alle grote hardloopwegwedstrijden. Het grote voordeel van het systeem is dat het ook de individuele starttijden registreert, waardoor iedereen zijn werkelijk gelopen netto-tijd in de uitslag terug kan vinden. In 2017 had de loop de primeur van tussentijden na iedere kilometer, die live gevolgd konden worden via een mobiele app.
De inspanningen van de Zevenheuvelenloop op het gebied van duurzaamheid werden in september 2010 beloond door de Europese Atletiek Associatie met de toekenning van de 1e Innovation Award in de categorie Sustainability.
Het aantal deelnemers is sterk gegroeid in de loop der jaren tot een recordaantal van 26.491 finishers in 2013.
In 2008, 2010 en 2011 had het evenement de status van Label Race van de IAAF.
In 2019 kreeg de Zevenheuvelenloop ‘European Race of the Year Award’ van de EAA.
De edities in 2020 en 2021 konden niet doorgaan door de coronacrisis. Desondanks liepen er toen wel veel lopers de route van de Zevenheuvelenloop op eigen gelegenheid op de dag dat het evenement eigenlijk zou hebben plaatsgevonden. In 2021 waren dit ongeveer 1500 lopers volgens de organisatie.
In 2022 werd de Zevenheuvelenloop voor het eerst in drie jaar weer georganiseerd. Bij deze editie waren alle drinkbekers vervangen door waterzakjes gemaakt van zeewier. Bij de editie in 2024 waren de waterzakjes weer vervangen door duurzame recyclebare bekers.

## Wereldrecords
Ondanks het heuvelachtige parcours staat de wedstrijd bekend om zijn snelle tijden.
Op 11 november 2001 verpulverde Felix Limo in Nijmegen het wereldrecord op de 15 km tot 41.29. Op 15 november 2009 verbeterde Tirunesh Dibaba het wereldrecord vrouwen met 27 seconden en bracht het op 46.28.
Zondag 21 november 2010 was het weer de beurt aan de mannen en ging het in 2001 door Limo gevestigde wereldrecord er aan, doordat Leonard Patrick Komon de 15 km aflegde in een tijd van 41.13.
In 2017 liep Joshua Cheptegei bijna een wereldrecord, maar miste dit op drie seconden door een toegenomen tegenwind in de laatste kilometers van de wedstrijd. In 2018 slaagde Cheptegei er wel in een wereldrecord te lopen, hij bracht het record op 41.05. Deze tijd werd in 2023 geëvenaard door Jacob Kiplimo. In 2024 wist Kiplimo het record te verbeteren naar 40.42.
In de de editie van 2019 bracht de Ethiopische Letesenbet Gidey het wereldrecord voor vrouwen naar 44.20.

## Parcours
De start en finish van het huidige parcours liggen op de Groesbeekseweg ter hoogte van de Sumatrastraat (op circa 35 meter hoogte). De eerste 2,5 km zijn vrijwel vlak en daarna is het parcours licht stijgende over de Nijmeegse Baan, tot een hoogte van 93 meter wordt bereikt op 5,3 km. De lopers gaan vervolgens linksaf over de Derde Baan, waarna diverse heuvels volgen (stijgingspercentage van maximaal 8%) op de Zevenheuvelenweg, Meerwijkselaan, Postweg en Molenbosweg. Vanaf de Oude Kleefse Baan op 11,3 km is het parcours dalende over de Kwakkenbergweg, de Postweg en de Gelderselaan. De laatste kilometer is vrijwel vlak over de Groesbeekseweg.

## Parcoursrecords

### Mannen
- Jacob Kiplimo  Oeganda 40.42 (WR) (2024)

### Vrouwen
- Letesenbet Gidey  Ethiopië 44.20 (WR) (2019)

## Top finishtijden

### mannen
| Rang | Naam                  | Land | Tijd              | Jaar | Plek |
| ---- | --------------------- | ---- | ----------------- | ---- | ---- |
| 1    | Jacob Kiplimo         | UGA  | 40.42             | 2024 | 1    |
| 2    | Jacob Kiplimo         | UGA  | 41.05 (41.04,043) | 2023 | 1    |
| 3    | Joshua Cheptegei      | UGA  | 41.05 (41.04,583) | 2018 | 1    |
| 4    | Leonard Patrick Komon | KEN  | 41.13             | 2010 | 1    |
| 5    | Joshua Cheptegei      | UGA  | 41.16             | 2017 | 1    |
| 6    | Felix Limo            | KEN  | 41.29             | 2001 | 1    |
| 7    | Sileshi Sihine        | ETH  | 41.38 (41.37,50)  | 2004 | 1    |
| 8    | Haile Gebrselassie    | ETH  | 41.38 (41.37,80)  | 2001 | 2    |
| 9    | Stephen Kissa         | UGA  | 41.49             | 2019 | 1    |
| 10   | Edwin Kiptoo          | KEN  | 41.51             | 2019 | 2    |

(bijgewerkt t/m 2024)

### vrouwen
| Rang | Naam               | Land | Tijd  | Jaar | Plek |
| ---- | ------------------ | ---- | ----- | ---- | ---- |
| 1    | Letesenbet Gidey   | ETH  | 44.20 | 2019 | 1    |
| 2    | Tirunesh Dibaba    | ETH  | 46.28 | 2009 | 1    |
| 3    | Evaline Chirchir   | KEN  | 46.33 | 2019 | 2    |
| 4    | Mizan Alem         | ETH  | 46.51 | 2024 | 1    |
| 5    | Mestawat Tufa      | ETH  | 46.57 | 2008 | 1    |
| 6    | Priscah Jeptoo     | KEN  | 46.59 | 2014 | 1    |
| 7    | Lydia Cheromei     | KEN  | 47.02 | 2004 | 1    |
| 8    | Tirunesh Dibaba    | ETH  | 47.08 | 2012 | 1    |
| 9    | Beatrice Chepkoech | KEN  | 47.12 | 2023 | 1    |
| 10   | Stella Chesang     | UGA  | 47.18 | 2018 | 1    |

(bijgewerkt t/m 2024)

## Winnaars
| Jaar                                             | Snelste man           | Land                | Tijd       | Snelste vrouw         | Land                | Tijd       | Aantal finishers | Aantal inschrijvingen |
| ------------------------------------------------ | --------------------- | ------------------- | ---------- | --------------------- | ------------------- | ---------- | ---------------- | --------------------- |
| 2024                                             | Jacob Kiplimo         | Oeganda             | 40.42 (WR) | Mizan Alem            | Ethiopië            | 46.51      | 23.636           | 27.771                |
| 2023                                             | Jacob Kiplimo         | Oeganda             | 41.05 (WR) | Beatrice Chepkoech    | Kenia               | 47.12      | 18.719           | 22.463                |
| 2022                                             | Rogers Kibet          | Oeganda             | 42.08      | Beatrice Chepkoech    | Kenia               | 47.19      | 14.391           | 17.568                |
| 2019                                             | Stephen Kissa         | Oeganda             | 41.49      | Letesenbet Gidey      | Ethiopië            | 44.20 (WR) | 19.837           | 23.697                |
| 2018                                             | Joshua Cheptegei      | Oeganda             | 41.05 (WR) | Stella Chesang        | Oeganda             | 47.18      | 20.467           | 24.686                |
| 2017                                             | Joshua Cheptegei      | Oeganda             | 41.16      | Birke Debele          | Ethiopië            | 48.52      | 21.190           | 25.501                |
| 2016                                             | Joshua Cheptegei      | Oeganda             | 42.08      | Susan Krumins-Kuijken | Nederland           | 49.30      | 23.229           | 29.512                |
| 2015                                             | Joshua Cheptegei      | Oeganda             | 42.39      | Yenenesh Tilahun      | Ethiopië            | 50.05      | 25.551           | 31.693                |
| 2014                                             | Abera Kuma            | Ethiopië            | 42.18      | Priscah Jeptoo        | Kenia               | 46.59      | 25.411           | 31.888                |
| 2013                                             | Leonard Patrick Komon | Kenia               | 42.14      | Tirunesh Dibaba       | Ethiopië            | 48.43      | 26.486           | 32.475                |
| 2012                                             | Nicholas Kipkemboi    | Kenia               | 42.01      | Tirunesh Dibaba       | Ethiopië            | 47.08 (WJ) | 26.406           | 32.818                |
| 2011                                             | Haile Gebrselassie    | Ethiopië            | 42.44      | Waganesh Mekasha      | Ethiopië            | 48.33      | 25.988           | 32.452                |
| 2010                                             | Leonard Patrick Komon | Kenia               | 41.13 (WR) | Genet Getaneh         | Ethiopië            | 47.53      | 24.450           | 31.348                |
| 2009                                             | Sileshi Sihine        | Ethiopië            | 42.14      | Tirunesh Dibaba       | Ethiopië            | 46.28 (WR) | 24.184           | 30.664                |
| 2008                                             | Ayele Abshero         | Ethiopië            | 42.17      | Mestawet Tufa         | Ethiopië            | 46.57 (WJ) | 24.590           | 30.882                |
| 2007                                             | Sileshi Sihine        | Ethiopië            | 42.24      | Bezunesh Bekele       | Ethiopië            | 47.36      | 23.252           | 28.991                |
| 2006                                             | Micah Kogo            | Kenia               | 42.42      | Mestawet Tufa         | Ethiopië            | 47.22      | 22.386           | 27.581                |
| 2005                                             | Haile Gebrselassie    | Ethiopië            | 41.56 (WJ) | Berhane Adere         | Ethiopië            | 47.46      | 21.297           | 25.335                |
| 2004                                             | Sileshi Sihine        | Ethiopië            | 41.38 (WJ) | Lydia Cheromei        | Kenia               | 47.02 (WJ) | 19.621           | 23.644                |
| 2003                                             | Richard Yatich        | Kenia               | 42.43 (WJ) | Mestawet Tufa         | Ethiopië            | 49.06      | 18.563           | 21.744                |
| 2002                                             | Kamiel Maase          | Nederland           | 43.41      | Irvette van Blerk     | Zuid-Afrika         | 51.06      | 17.338           | 20.315                |
| 2001                                             | Felix Limo            | Kenia               | 41.29 (WR) | Rose Cheruiyot        | Kenia               | 48.40      | 14.827           | 17.596                |
| 2000                                             | Felix Limo            | Kenia               | 42.53 (WJ) | Berhane Adere         | Ethiopië            | 48.06      | 14.775           | 17.467                |
| 1999                                             | Mohammed Mourhit      | België              | 43.30      | Ljoebov Morgoenova    | Rusland             | 49.45      | 8.412            | 9.198                 |
| 1998                                             | Worku Bikila          | Ethiopië            | 42.24      | Tegla Loroupe         | Kenia               | 50.06      | 7.681            | 8.377                 |
| 1997                                             | Worku Bikila          | Ethiopië            | 42.20      | Catherina McKiernan   | Ierland             | 48.30      | 11.030           | 11.912                |
| 1996                                             | Josphat Machuka       | Kenia               | 43.06      | Marleen Renders       | België              | 50.09      | 8.170            | 8.756                 |
| 1995                                             | Josphat Machuka       | Kenia               | 42.24      | Hellen Kimaiyo        | Kenia               | 49.45      | 6.756            | 7.349                 |
| 1994                                             | Haile Gebrselassie    | Ethiopië            | 43.00      | Liz McColgan          | Verenigd Koninkrijk | 49.57      | 6.662            | 7.183                 |
| 1993                                             | Khalid Skah           | Marokko             | 43.35      | Tegla Loroupe         | Kenia               | 50.06      | 5.830            | 6.377                 |
| 1992                                             | Carl Thackery         | Verenigd Koninkrijk | 43.54      | Tegla Loroupe         | Kenia               | 50.53      | 4.946            | 5.529                 |
| 1991                                             | Tonnie Dirks          | Nederland           | 44.09      | Ingrid Kristiansen    | Noorwegen           | 48.46      | 4.057            | 4.403                 |
| 1990                                             | Tonnie Dirks          | Nederland           | 44.53      | Carla Beurskens       | Nederland           | 52.06      | 3.266            | 3.510                 |
| 1989                                             | Tonnie Dirks          | Nederland           | 43.31      | Carla Beurskens       | Nederland           | 50.36      | 2.205            | 2.370                 |
| 1988                                             | Robin Bergstrand      | Verenigd Koninkrijk | 46.19      | Marianne van de Linde | Nederland           | 52.53      | 1.805            | 1.940                 |
| 1987                                             | Marti ten Kate        | Nederland           | 45.11      | Gerrie Timmermans     | Nederland           | 57.16      | 1.279            | 1.375                 |
| 1986                                             | Sam Carey             | Verenigd Koninkrijk | 46.22      | Denise Verhaert       | België              | 53.33      | 1.150            | 1.235                 |
| 1985                                             | Klaas Lok             | Nederland           | 45.28      | Joke Menkveld         | Nederland           | 57.28      | 959              | 1.030                 |
| 1984                                             | Leon Weyers           | Nederland           | 36.55      | Anne Rindt            | Nederland           | 45.48      | 502              | 540                   |
| WR = Wereldrecord WJ = Beste wereldjaarprestatie |                       |                     |            |                       |                     |            |                  |                       |

1984 ·
1985 ·
1986 ·
1987 ·
1988 ·
1989 ·
1990 ·
1991 ·
1992 ·
1993 ·
1994 ·
1995 ·
1996 ·
1997 ·
1998 ·
1999 ·
2000 ·
2001 ·
2002 ·
2003 ·
2004 ·
2005 ·
2006 ·
2007 ·
2008 ·
2009 ·
2010 ·
2011 ·
2012 ·
2013 ·
2014 ·
2015 ·
2016 ·
2017 ·
2018 ·
2019 ·
2022